# Тремонт Сити (Охајо)
Тремонт Сити (енгл. Tremont City) град је у америчкој савезној држави Охајо.

## Демографија
По попису из 2010. године број становника је 375, што је 26 (7,4%) становника више него 2000. године.
| Група             | 2000.       | 2010.       |
| Белци             | 338 (96,8%) | 366 (97,6%) |
| Афроамериканци    | 4 (1,1%)    | 1 (0,3%)    |
| Азијати           | 0 (0,0%)    | 1 (0,3%)    |
| Хиспаноамериканци | 2 (0,6%)    | 6 (1,6%)    |
| Укупно            | 349         | 375         |